# Paviment

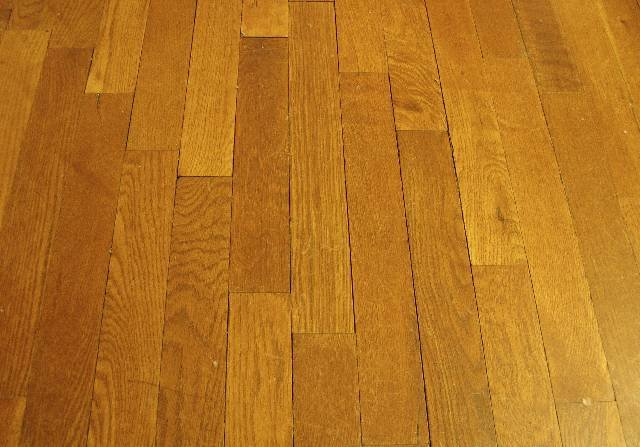
Paviment de fusta.

 Paviment  (del llatí  pavimentu ), en arquitectura, és la base horitzontal d'una certa construcció (o les diferents bases de cada nivell d'un edifici) que serveix de suport a les persones, animals o qualsevol peça de mobiliari. Un paviment pot tenir diversos tipus de revestiment (fusta, ceràmica, etc.).
Popularment també s'anomena terra, sòl de terra, trebol o trespol.

## Paviment (enginyeria civil)
També es denomina paviment el terra usat en la construcció de vies de comunicació.
En enginyeria civil, és la capa constituïda per un o més materials que es col·loquen sobre el terreny natural o anivellat, per augmentar la seva resistència i servir per a la circulació de persones o vehicles.
Entre els materials utilitzats en la pavimentació urbana, industrial o vial hi ha els sòls amb major capacitat de suport, els materials rocosos, el formigó i les mescles asfàltiques. En l'actualitat es troba en recerca paviments que ajuden al medi ambient com el format per noxer.
Una de les primeres formes de pavimentació va ser la calçada romana, construïda en diverses ventrades. Aquesta gran obra d'enginyeria va aconseguir que diversos trams hagin resistit durant segles i es puguin trobar fins i tot als nostres dies. Al segle viii els carrers de Bagdad es pavimenten amb quitrà

## Nota
1. ↑   Diccionario de Arte II (en castellà).  Barcelona: Biblioteca de Consulta Larousse. Spes Editorial SL (RBA), 2003, p.155. DL M-50.522-2002. ISBN 84-8332-391-5 [Consulta: 6 desembre 2014].
2. ↑  Ajram, Kasem. The Miracle of Islam Science. 2a edició.  Knowledge House Publishers, 1992. ISBN 0-911119-43-4.